# Janaki Ramachandran
Janaki Ramachandran (ur. 30 listopada 1923 w Kerali, zm. 19 maja 1996) – indyjska aktorka filmowa i polityk, trzecia żona M.G. Ramachandrana (MGR).

## Życiorys
Urodziła się w Vaikom w Kerali, w rodzinie bramińskiej. Jej ojciec był cenionym muzykiem. Kształciła się w klasycznym tańcu bharatanatjam, należała do zespołu K. Subramaniama. Pracę w tamilskim przemyśle filmowym rozpoczęła w 1939, występując w Manmathavijayam. Popularność zyskała rolą w zrealizowanym na podstawie sztuki C.N. Annaduraia filmie Velaikaari (1949). Grała między innymi z M.K. Thyagaraja Bhagavatharem (Raja Mukti, 1948) oraz M.G. Ramachandranem (Maruthanattu Ilavrasi, 1950, oraz Jenova, 1953). Ogółem wystąpiła w przeszło 25 filmach. Początkowo zamężna z Ganapati Bhatem, rozwiodła się z nim, by poślubić MGR. Po śmierci męża (24 grudnia 1987), premiera rządu stanowego Tamil Nadu i lidera rządzącej AIADMK, usiłowała przejąć po nim schedę, stając na czele partii, a także (7 stycznia 1988) tworząc rząd. Jej przywództwo nie zostało jednak uznane przez znaczną część działaczy, którzy za prawowitą następczynię Ramachandrana uznawali Jayalalithę. Gabinet kierowany przez Janaki przetrwał do 30 stycznia 1988, natomiast ona sama po przegranych przez jej frakcję AIADMK wyborach stanowych z 1989 wycofała się z polityki.